# ʲ
Cette page contient des caractères spéciaux ou non latins. S’ils s’affichent mal (▯, ?, etc.), consultez la page d’aide Unicode.
ʲ, appelée j en exposant, j supérieur ou lettre modificative j, est un symbole de l’alphabet phonétique international.
Il est formé de la lettre j mise en exposant.

## Utilisation
Dans l’alphabet phonétique international, ‹ ʲ › représente la palatalisation de la consonne qui le précède.
Edmund Gussman analyse les voyelles nasales polonaises comme des voyelles suivies de semi-voyelles labio-vélaire, notée avec ‹ ʷ̃ ›, ou palatale, notée avec ‹ ʲ̃ ›, par exemple pięść [pʲɛʲ̃ɕtɕ] « poing ».

## Représentations informatiques
La lettre modificative j peut être représenté avec les caractères Unicode suivants (Alphabet phonétique international) :
| formes       | représentations | chaînes de caractères | points de code | descriptions                    | note                            |
| ------------ | --------------- | --------------------- | -------------- | ------------------------------- | ------------------------------- |
| modificative | ʲ               | ʲ                     | U+02B2         | lettre modificative minuscule j | codé pour le symbole phonétique |